# ГЕС Каракуз
ГЕС Каракуз – гідроелектростанція на півдні Туреччини. Знаходячись перед ГЕС Ахметлі (12 МВт), становить верхній ступінь каскаду на річці Körkün Çayı, лівій притоці Ucurgesuyu Cayi, котра впадає праворуч до водосховища ГЕС Сейхан (каскад на річці Сейхан, що тече до Середземного моря).
В межах проекту річку перекрили бетонною гравітаційною греблею висотою 45 метрів та довжиною 200 метрів. На час її будівництва воду відвели за допомогою тунелю довжиною 0,32 км з діаметром 6 метрів. Гребля утримує водосховище із площею поверхні 0,29 км2 та об’ємом 5,1 млн м3.
Зі сховища через правобережний гірський масив прокладено дериваційний тунель довжиною 11 км з діаметром 3,1 метри, який переходить у напірний водовід довжиною 1,6 км з діаметром 2 метри. В системі також працює запобіжний балагсувальний резервуар висотою 56 метрів та діаметром 12 метрів.
Основне обладнання станції становлять дві турбіни типу Пелтон загальною потужністю 76 МВт. При напорі у 530 метрів вони повинні забезпечувати виробництво 276 млн кВт-год електроенергії на рік. 
Видача продукції відбувається по ЛЕП, розрахованій на роботу під напругою 154 кВ.
Під час спорудження комплексу провели земляні роботи в об’ємі 2 млн м3 та використали 160 тис м3 бетону.